# Biała (Opole)
Biała (in tedesco Zülz) è un comune urbano-rurale polacco del distretto di Prudnik, nel voivodato di Opole.
Ricopre una superficie di 195,82 km² e nel 2004 contava 11 730 abitanti.
Nel comune vige il bilinguismo polacco/tedesco.